# Estrées (Norte)
Estrées é uma comuna francesa na região administrativa de Altos da França, no departamento do Norte. Estende-se por uma área de 5.82 km². Em 2010 a comuna tinha 1 127 habitantes (densidade: 193,6 hab./km²).